# 테크니들

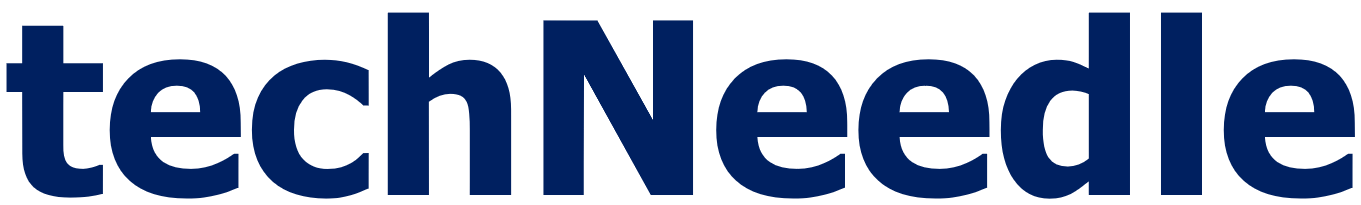
테크니들 로고

테크니들(techNeedle)은 대한민국의 웹사이트이다. 국외의 IT 관련 소식을 선별하여 핵심만을 정리한 인터넷 매체이다.